# مارتین تری
مارتین تری (فرانسوی: Martin Terrier‎؛ زادهٔ ۴ مارس ۱۹۹۷) بازیکن فوتبال اهل فرانسه است.
از باشگاه‌هایی که در آن بازی کرده‌است می‌توان به باشگاه فوتبال لیل و باشگاه فوتبال المپیک لیون اشاره کرد.
وی همچنین در تیم‌های ملی فوتبال زیر ۲۰ سال فرانسه و زیر ۲۱ سال فرانسه بازی کرده‌است.